# Hagias van Farsalos

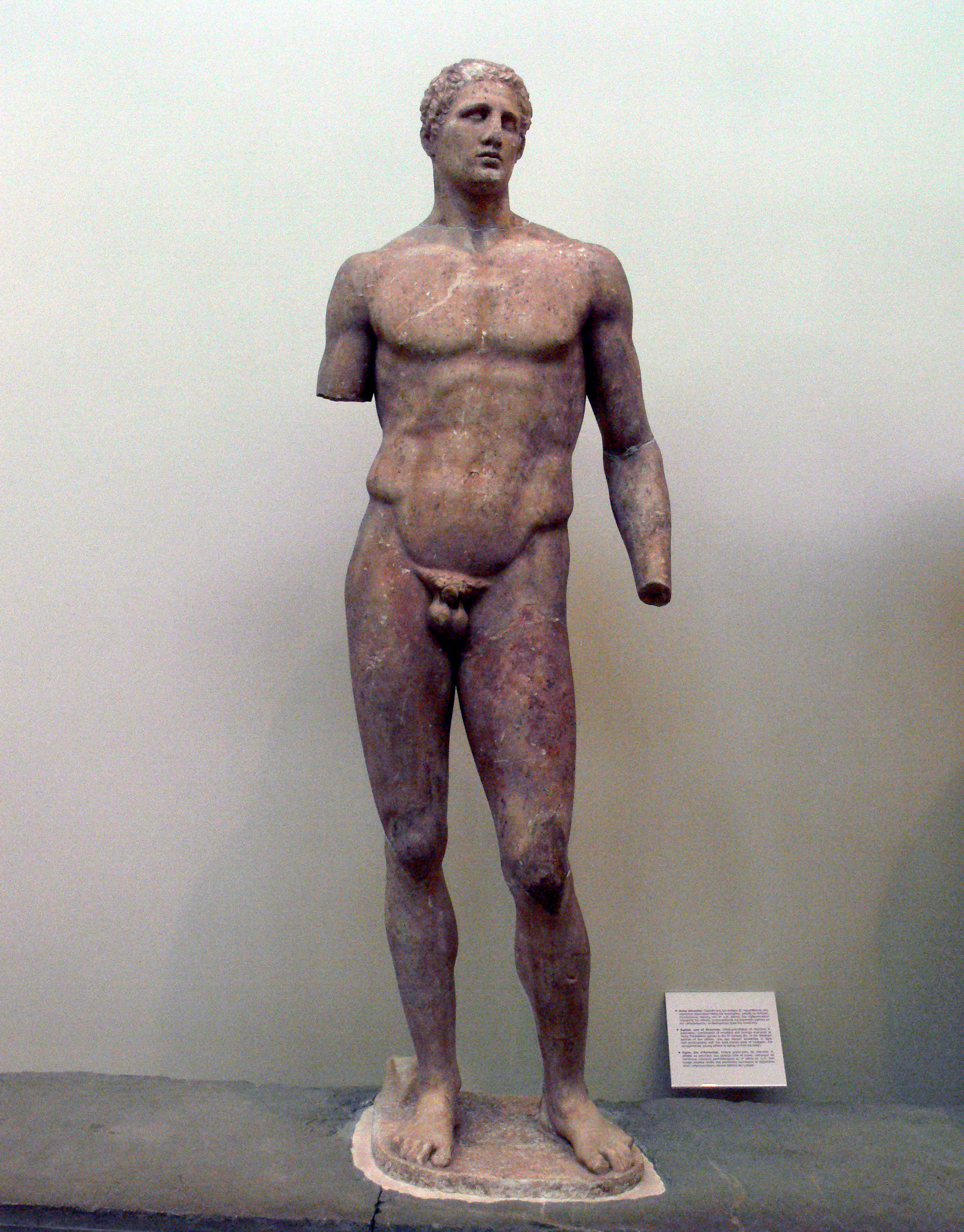
Het standbeeld van Hagias uit de Daochosgroep in Delfi

Hagias of Agias van Farsalos (Grieks: Ἁγίας ο Φαρσάλιος) was een olympische winnaar uit de 5e eeuw v.Chr. afkomstig uit Farsalos.
Hij was een zoon van de Thessalische tetrarch Aknonios. Hij had twee broers, Telemachos en Agelaos, die ook Panhelleense kampioenen waren.
Tijdens de 74e Olympische Spelen in 484 v.Chr. won Hagias de pankration. Bovendien behaalde hij vijf titels op de Isthmische Spelen, vijf op de Nemaïsche Spelen en de drie op de Pythische Spelen. 
Deze informatie is bekend dankzij twee nagenoeg identieke epigrammen op standbeelden die voor hem zijn opgericht. Het eerste maakt deel uit van de Daochosgroep in het Archeologisch Museum van Delfi. Het tweede was vermeld op een standbeeldloze sokkel, die in de 19e eeuw is gevonden te Farsalos en sindsdien weer verloren is gegaan. Dankzij deze tweede inscriptie weten we dat de sokkel een standbeeld van Lysippos droeg, waarschijnlijk in brons. 
De bewaarde marmeren Daochosgroep is in Delfi opgericht door Daochos II, die er van 336 tot 332 v.Chr. de Thessalische afgevaardigde (hieromnemon) in de amphictionie was. Hagias was een van de voorouders die Daochos wilde eren en zijn standbeeld is het best bewaard. Het toont de typische bloemkooloren van een pankratist. Het laatste vers van zijn epigram is verwant aan de grootspraak van Herakles in Sofokles' toneelstuk Vrouwen van Trachis: "niemand heeft ooit over mijn handen trofeeën behaald".

## Voetnoten
1. ↑  Het was Preuner die de overeenkomst opmerkte: Erich Preuner, Ein delphisches Weihgeschenk, Teubner, 1900, p. 17-24
2. ↑  CEG 2 794